# Mołodiżne (Krym)
Mołodiżne (ukr. Молодіжне, ros. Молодёжное) — osiedle typu miejskiego w rejonie symferopolskim w Republice Autonomicznej Krymu na Ukrainie. Położone 5 km na północ od Symferopola.